# Brevilabus
Genre
Brevilabus est un genre d'araignées aranéomorphes de la famille des Lycosidae.

## Distribution
Les espèces de ce genre se rencontrent au Sénégal, en Côte d'Ivoire et en Éthiopie.

## Liste des espèces
Selon World Spider Catalog (version 17.0, 03/04/2016) :
- Brevilabus gillonorum Cornic, 1980
- Brevilabus oryx (Simon, 1886)

## Publication originale
- Strand, 1908 : Verzeichnis der von Oscar Neumann in Süd-Aethiopien gesammelten Spinnen. Archiv für Naturgeschichte, vol. 74, no I1, p. 13-66 (texte intégral).